# Anna Lebet-Minakowska
Anna Barbara Lebet (ur. 16 lipca 1963 w Krakowie) – polska archeolog i muzealnik, specjalistka w dziedzinie kultury i tradycji Żydów polskich.

## Życiorys
Urodziła się 16 lipca 1963 w Krakowie w rodzinie Zdzisława Lebeta (1932–2014) i Marii z domu Darowskiej (1929–2010).
Ukończyła studia z archeologii śródziemnomorskiej na Uniwersytecie Jagiellońskim. Od 1991 pracuje w Muzeum Narodowym w Krakowie na stanowiskach asystenta, adiunkt, a potem kustosza, najpierw w Dziale Tkanin, obecnie w Muzeum XX Czartoryskich. Specjalizowała się początkowo w sztuce Koptów (opiekując się kolekcją tkanin koptyjskich), a następnie zajęła się opracowaniem wyjątkowej kolekcji judaików, jaką zgromadziło Muzeum Narodowe w okresie bezpośrednio poprzedzającym wybuch II wojny światowej.
W kwietniu 2006 razem z Marią Minakowską i Januszem Janotą-Bzowskim została współzałożycielką Stowarzyszenia Potomków Sejmu Wielkiego.
Jest członkiem m.in. European Association for Jewish Studies, World Union of Jewish Studies i Polskiego Instytutu Studiów nad Sztuką Świata.

## Publikacje
- Judaizm poznać znaczy zrozumieć: kultura i sztuka żydów w przedwojennej Polsce, Kraków 2008.
- Katalog judaików. Cz. 1, Tkaniny, Kraków 2008.

## Odznaczenia i nagrody
- 2012: Nagroda im. ks. Stanisława Musiała za twórczość intelektualną i popularyzatorską pozwalającą zrozumieć tradycję żydowską i chrześcijańską i ich wzajemne oddziaływanie[7][8].

## Życie prywatne
28 maja 1994 w Krakowie wzięła ślub z historyczką Marią Jadwigą Minakowską (ur. 1972), z którą ma córkę Sarę (ur. 2006), i przyjęła nazwisko Lebet-Minakowska. Para rozwiodła się w 2024 roku, a Lebet wróciła do swojego nazwiska panieńskiego.